# Coast modern
Coast Modern — американский инди-поп дуэт, основанный в Лос-Анджелес, Калифорния, известные по своему синглу вышедшему в 2015 году «Hollow Life». Дуэт состоит из Люка Атласа и Коулмана Траппа.

## История

### Расцвет группы-2015
Люк Атлас родился в городе Сиэтл, штат Вашингтон, а Коулман Трапп родом из-Лос-Анджелеса. Трапп играл на барабанах и пианино, рос и спел впервые в возрасте 23 лет, Атлас же в свою очередь, играл на гитаре.
Они встретились в Лос-Анджелесе вскоре после того, как Атлас переехал туда и они начали писать песни вместе. После двух лет неудач, Трапп возвращается обратно в родной город Денвер. Он начал записывать некоторые ноты на одолженной акустической гитаре, отправив записи по почте к Атласу, на прослушивание. Затем Атлас записал демоверсию и отправил ее обратно Траппу, тем самым поощряя его вернуться в Лос-Анджелес. Одна из первых записанных является сингл «Hollow Life» которую они выпустили 2 октября, 2015 года.

### Февраль 2016 года-по настоящее время
В феврале 2016 года группа выпускает свой второй сингл под названием «Animal». Coast Modern впервые выступила на South by Southwest в 2016 году. В мае 2016 года группа выпустила свой третий сингл под названием «Guru». Они начали выступать на различных концертах вместе с BØRNS, The Temper Trap и The Wombats, каждый месяц, вплоть до октября 2016 года. Coast Modern в настоящее время записывает свои песни, под лейблом 300 Entertainment и студии +1 Records. Их одноименный дебютный альбом был выпущен 28 июля 2017 года.

## Влияние
Атлас привел The Beatles, The Beach Boys, Led Zeppelin и Weezer, как исполнителей которые повлияли на их творчество. По его собственным словам, "часть звучания «Coast Modern» идет от музыки, которую мы любили будучи молодыми, даже если сейчас это не «круто».

## Дискография
- Hollow Life (Сингл) 2015
- Animals (Сингл) 2016
- Guru (Сингл) 2016
- The Way It Was (Сингл) 2016
- Comb My Hair (Сингл) 2017
- Pockets Full of No (Сингл) 2017
- Dive (Сингл) 2017
- Coast Modern (Альбом) 2017
- Puppy Llama (Сингл) 2019
- Going Mainstream ( Альбом) 2021